# ولز ریور، ورمونت
رودخانه ولز (به انگلیسی: Wells River) یک روستا (ایالات متحده آمریکا) در ایالات متحده آمریکا است که در Newbury واقع شده‌است.
 رودخانه ولز ۴٫۹۶ کیلومتر مربع مساحت و ۳۹۹ نفر جمعیت دارد و ۱۳۱ متر بالاتر از سطح دریا واقع شده‌است.